# Firepower - Museu da Artilharia Real
Firepower - Museu da Artilharia Real (em inglês: Firepower: The Royal Artillery Museum) é um antigo museu localizado em Woolwich, um bairro localizado na região sul da cidade de Londres. O local foi aberto para a visitação em 2001 e fechado no dia 8 de julho de 2016.
O local estava localizado no antigo prédio da artilharia real britânica, conhecido como Woolwich Arsenal. De acordo com historiadores, o local era o centro da fabricação de munições dos britânicos na primeira guerra mundial, mas devido aos bombardeios e as estratégias de guerra aérea dos alemães , a produção acabou sendo espalhada para vários locais do país.
Em 2008, o museu passou a funcionar exclusivamente como local de visitação, já que a artilharia real transferiu seu quartel general para Larkill, no condado de Wiltshire. Com o fechamento já citado, o acervo até então encontrado no local também foi transferido para Larkhill.

## Galerias do Museu
As coleções do Museu da Artilheria Real (em inglês: Firepower: The Royal Artillery Museum) foram destacadas nacional e internacionalmente pelo Conselho de Artes da Inglaterra. (Em inglês: Arts Council England)
- Field of Fire (Campo de Fogo)

É uma seção interativa que apresenta efeitos sonoros, visuais e até pirotécnicos que simulam um campo de batalha, que permite ao visitante se sentir um operador de canhão em pleno combate.
- The Gunnery Hall (Salão dos Canhões)

A principal galeria do museu que expõe os principais armamentos do Século XX.
- The History Gallery (Galeria da História)

Toda a História da artilharia desde o seu início rudimentar, com modelos de artilharia de todo o mundo.
- Medals Gallery (Galeria das Medalhas)

Parte da coleção de medalhas conquistadas pelos membros do Regimento da Artilharia Real (Em inglês: Royal Regiment of Artillery), com toda a história por trás delas.
- Modern Gunner (Canhões Modernos)

A seção que descreve as características dos canhões utilizados na atualidade.

## Futuro do Museu
Em 2017, foi anunciado que a prefeitura do Royal Burough of Greenwich adquiriu 5 prédios, dentre eles três pertencentes ao antigo museu Firepower, com o o objetivo de criar um distrito cultural no local, onde, entre outras atrações culturais, haverá homenagens à artilharia real britânica e à sua história, com uma exibição permanente sobre o tema.